# Лучканина, Анна Михайловна
Анна Михайловна Лучканина (1923 — ?) — советская деятельница, новатор сельскохозяйственного производства, доярка Подберезеького отделения совхоза «Винниковский» Пустомытовского района Львовской области. Герой Социалистического Труда (22.03.1966). Депутат Верховного Совета УССР 5-6-го созывов.

## Биография
Родилась в бедной крестьянской семье. Работала в сельском хозяйстве, с 1945 года была членом комсомола. В конце 1946 года вместе с семьей была переселена в село Подберезцы Винниковского района Львовской области.
С 1947 года — доярка колхоза имени Сталина села Подберезцы Винниковского (Пустомытовского) района Львовской области. Отмечалась высокими надоями молока. В 1954 году надоила от каждой коровы по 3.500 килограммов молока, а в 1957 — по 5.281 килограмму. Избиралась депутатом Винниковского районного совета депутатов трудящихся Львовской области.
Член КПСС с 1954 года.
С 1959 года — доярка третьего Подберезецкого отделения совхоза «Винниковский» села Подберезцы Пустомытовского района Львовской области. Была одной из лучших доярок Львовской области.
Потом — на пенсии в Пустомытовском районе Львовской области.

## Награды
- Герой Социалистического Труда (22.03.1966)
- два ордена Ленина (26.02.1958, 22.03.1966)
- орден Трудового Красного Знамени (1954)
- четыре медали Всесоюзной сельскохозяйственной выставки